# Championnats d'Afrique de judo 2001
Navigation
Édition précédente Édition suivante
Les championnats d'Afrique de judo 2001 sont la 23e édition de cette compétition. Ils sont disputés du 6 au 9 novembre 2001 à Tripoli en Libye. L'Algérie a largement dominé ces championnats en remportant 8 titres individuels ainsi que les deux titres par équipes.  Au niveau individuel, l'égyptienne Samah Ramadan a cumulé les titres de sa catégorie et de l'open dames en disposant doublement de la Tunisienne Insaf Yahyaoui.

## Tableau des médailles
Le tableau des médailles officiel ne prend pas en compte les deux compétitions par équipes
| Rang  | Nation        | Or | Argent | Bronze | Total |
| ----- | ------------- | -- | ------ | ------ | ----- |
| 1     | Algérie       | 8  | 4      | 0      | 12    |
| 2     | Tunisie       | 3  | 3      | 7      | 13    |
| 2     | Égypte        | 2  | 4      | 6      | 12    |
| 4     | Côte d'Ivoire | 2  | 0      | 3      | 5     |
| 5     | Maroc         | 1  | 1      | 7      | 9     |
| 6     | Gabon         | 0  | 2      | 1      | 3     |
| 7=    | Cameroun      | 0  | 1      | 0      | 1     |
| 7=    | Nigeria       | 0  | 1      | 0      | 1     |
| 9     | Sénégal       | 0  | 0      | 2      | 2     |
| 10    | Libye         | 0  | 0      | 1      | 1     |
| 11=   | Burkina Faso  | 0  | 0      | 0      | 0     |
| 11=   | Mali          | 0  | 0      | 0      | 0     |
| 11=   | Zambie        | 0  | 0      | 0      | 0     |
| Total | Total         | 16 | 16     | 27     | 59    |

## Podiums

### Femmes
| Épreuves                          | Or                              | Argent                   | Bronze                                              |
| --------------------------------- | ------------------------------- | ------------------------ | --------------------------------------------------- |
| Moins de 48 kg poids super-légers | Hajer Barhoumi Tunisie          | Salima Lalili Algérie    | Mariam Hossam Eldin Égypte                          |
| Moins de 52 kg poids mi-légers    | Salima Souakri Algérie          | Chahnez M'barki Tunisie  | Sylvie Lago Côte d'Ivoire                           |
| Moins de 57 kg poids légers       | Rose Marie Kouaho Côte d'Ivoire | Lynda Mekzine Algérie    | Karima Dhaouadi Tunisie Hanem Essayed Khater Égypte |
| Moins de 63 kg poids mi-moyens    | Zoubida Bouyacoub Algérie       | Maryann Ekeada Nigeria   | Hanane Fadissi Maroc Yasmin Sabra Égypte            |
| Moins de 70 kg poids moyens       | Léa Zahoui Blavo Côte d'Ivoire  | Rachida Ouerdane Algérie | Yousra Zribi Tunisie Fanta Keita Sénégal            |
| Moins de 78 kg poids mi-lourds    | Houda Ben Daya Tunisie          | Mélanie Engoang Gabon    | Akissa Monney Côte d'Ivoire                         |
| Plus de 78 kg poids lourds        | Samah Ramadan Égypte            | Insaf Yahyaoui Tunisie   | Nathalie Oguielou Côte d'Ivoire                     |
| Open kg Toutes catégories         | Samah Ramadan Égypte            | Insaf Yahyaoui Tunisie   | Melanie Engoang Gabon Jalila Hermani Maroc          |

### Hommes
| Épreuves                          | Or                          | Argent                           | Bronze                                          |
| --------------------------------- | --------------------------- | -------------------------------- | ----------------------------------------------- |
| Moins de 60 kg poids super-légers | Omar Rebahi Algérie         | Abdelouahed Idrissi Chorfi Maroc | Atef Mustapha Égypte Biram Seck Sénégal         |
| Moins de 66 kg poids mi-légers    | Amar Meridja Algérie        | Farid Ibrahim Égypte             | Yassine El Khoulali Maroc Hassen Moussa Tunisie |
| Moins de 73 kg poids légers       | Nourredine Yagoubi Algérie  | Haitham El Hossainy Égypte       | Ferid Kheder Tunisie Safouane Attaf Maroc       |
| Moins de 81 kg poids mi-moyens    | Salim Boutabcha Algérie     | Aboumedan El Sayed Égypte        | Abdesselem Arous Tunisie Adil Belgaïd Maroc     |
| Moins de 90 kg poids moyens       | Adil Laknifi Maroc          | Rostand Melaping Cameroun        | Hesham Mesbah Égypte Mohamed Bensalah Libye     |
| Moins de 100 kg poids mi-lourds   | Sami Belgroun Algérie       | Islam El Shehaby Égypte          | Sadok Khalgui Tunisie Imad Baddou Maroc         |
| Plus de 100 kg poids lourds       | Mohamed Bouaichaoui Algérie | Steve Nguema Ndong Gabon         | Anis Chedly Tunisie                             |
| Open kg Toutes catégories         | Anis Chedly Tunisie         | Sami Belgroun Algérie            | Adil Belgaïd Maroc Islam El Shehaby Égypte      |

### Par équipes
| Épreuves | Or      | Argent  | Bronze        |
| -------- | ------- | ------- | ------------- |
| Hommes   | Algérie | Tunisie | Maroc         |
| Femmes   | Algérie | Tunisie | Côte d'Ivoire |